# Southwest Asia Service Medal
Die Southwest Asia Service Medal ist eine militärische Auszeichnung der US-Streitkräfte, die auf Anweisung von Präsident George H. W. Bush am 12. März 1991 eingeführt wurde und für Soldaten bestimmt ist, die beim Zweiten Golfkrieg zwischen 2. August 1990 und 30. November 1995 beteiligt waren.
Das Design des Ordens stammt vom U.S. Army Institute of Heraldry.
Die Auszeichnung wurde an Angehörige der US-Streitkräfte verliehen, die ihren Dienst in den Gebieten des Krieges samt dessen Hoheitsgewässern ableisteten. Um diese Auszeichnung zu erlangen, musste ein Soldat mindestens 30 aufeinander folgende Tage oder insgesamt mindestens 60 Tage in dem vorgeschriebenen Gebiet seinen Dienst verrichten.
Mehrfachauszeichnungen werden mit einem Servicestern gekennzeichnet.